# Verdigny
Verdigny település Franciaországban, Cher megyében. Lakosainak száma 318 fő (2022. január 1.). Verdigny Menetou-Râtel, Saint-Satur, Sancerre és Sury-en-Vaux községekkel határos.

## Népesség
A település népessége az elmúlt években az alábbi módon változott:
| Lakosok száma | 323  | 303  | 299  | 279  | 311  | 315  | 309  | 306  | 312  | 318  |
|               | 1968 | 1982 | 1990 | 2006 | 2013 | 2015 | 2017 | 2019 | 2020 | 2022 |